# Море Мечты
Мо́ре Мечты́ (лат. Mare Ingenii) — море на обратной стороне Луны. Расположено в южном полушарии в бассейне Мечты.
Породы моря Мечты и окружающих кратеров относятся к позднеимбрийской эпохе (3,8 — 3,2 млрд лет), в то время как породы бассейна Мечты — к донектарскому периоду (4,5 — 3,9 млрд лет).
Селенографические координаты объекта — 33°42′ ю. ш. 163°30′ в. д. / 33,7° ю. ш. 163,5° в. д., диаметр составляет 318 км.

## Кратеры
В море Мечты расположен крупный кратер — Томсон (112 км в диаметре), а к югу от него — Обручев (71 км в диаметре).

## Название
Данная область впервые обнаружена на снимках обратной стороны Луны, полученных советской автоматической межпланетной станцией «Луна-3». Область была названа морем Мечты с соответствующим латинским названием — Mare Desiderii (букв. Море Желания). Однако, на сделанных позднее более чётких снимках было видно, что это не единая низменность, а совокупность из нескольких кратеров и ровного участка, названного Mare Ingenii. В связи с этим Международный астрономический союз включил в список объектов на поверхности Луны только название Mare Ingenii, на которое и было перенесено русское название Море Мечты. Хотя, латинское название «Mare Ingenii» буквально переводится как «Море Ума»